# Cissa (fils d'Ælle)
Pour les articles homonymes, voir Cissa.
Cissa est l'un des trois fils d'Ælle, le premier roi des Saxons du Sud.

## Biographie
Cissa est mentionné dans deux entrées de la Chronique anglo-saxonne. En 477, il débarque aux côtés de son père Ælle et de ses frères Cymen et Wlencing à Cymenes ora, près de l'actuel promontoire de Selsey Bill, sur le littoral du Sussex. En 491, Ælle et Cissa assiègent le fort d'Anderitum, sur le site de l'actuel château de Pevensey, et massacrent tous les Bretons qui s'y trouvaient.
Dans la mesure où les deux autres fils d'Ælle ne sont pas mentionnés dans l'entrée pour 491, il est plausible de voir en Cissa le successeur d'Ælle à la tête des Saxons du Sud. Néanmoins, rien ne permet d'affirmer qu'il ait jamais été roi. On ignore même si les rois du Sussex ultérieurs sont ou non des descendants d'Ælle, faute de liste généalogique équivalente à celle existant pour d'autres royaumes anglo-saxons.
Cissa aurait donné son nom à la ville de Chichester.